# Militärkassationshof (Türkei)
Der Militärkassationshof (türkisch Askerî Yargıtay; amtlich: Türkiye Cumhuriyeti Askerî Yargıtay Başkanlığı) ist eines der obersten Gerichte der Türkei.
Seit 2005 ist Brigadegeneral Ahmet Alkış Präsident des Gerichts.

## Funktion
Das Gericht ist gemäß Artikel 156 der türkischen Verfassung „die letzte Prüfungsinstanz für Entscheidungen und Urteile der Militärgerichte. Außerdem führt er bestimmte im Gesetz vorgesehene Verfahren von Militärpersonen als erste und letzte Instanz durch.“

## Geschichte
Der Militärkassationshof wurde am 6. April 1914 unter dem Namen Divan-ı Temyiz-î Askerî gegründet. Er bestand zunächst aus sieben Mitgliedern, welche vom Verteidigungsminister vorgeschlagen und vom Sultan berufen wurden. Am 6. September 1916 wurde der Militärkassationshof in zwei Kammern aufgeteilt, am 30. Juni 1920 aufgelöst und dessen Zuständigkeiten an den Revisionsausschuss (Hey’etî Temyiziyye) übergeben. Dieser Ausschuss wurde am 10. Oktober 1920 wiederum aufgelöst und der Militärkassationshof erneut gegründet. Am 20. Mai 1922 zog das Gericht von Istanbul nach Ankara und wurde reformiert. Das neue Gericht bestand neben dem Präsidenten, welcher den Rang eines Generals innehatte, aus vier Mitgliedern. Die Mitglieder wurden ebenfalls vom Verteidigungsminister vorgeschlagen, im Gegensatz zu früher jedoch vom Ministerrat für drei Jahre ernannt. Am 22. Mai 1930 folgte eine Namensänderung in Askerî Temyiz Mahkemesi.
Die heutige Form bekam das Gericht mit dem Putsch vom 27. Mai 1960 und der Verfassung von 1961. Nach dieser Verfassung gehörte der Militärkassationshof zu den obersten Gerichten des Landes und bestand aus einem Präsidenten, einem Vizepräsidenten, vier Senatspräsidenten, einem Generalstaatsanwalt, einem leitenden Stellvertreter des Generalstaatsanwalts und einer ausreichenden Anzahl an stellvertretenden Generalstaatsanwälten. Die Anzahl der Kammern wurde dann im Jahr 1981 von vier auf fünf erhöht und mit der Verfassung von 1982 wurde die Anzahl der Senatsmitglieder auf sieben festgelegt.
Die Mitgliederzahl wurde dann erneut am 27. Mai 1991 von sieben auf sechs reduziert. 2001 wurde die Anzahl der Kammern von fünf auf vier reduziert und die Anzahl der Senatsmitglieder wieder auf sieben erhöht.

## Mitglieder
Wie die Wahl der Mitglieder des Militärkassationshofs zu erfolgen hat, ist in Art. 156 Abs. 2 der türkischen Verfassung geregelt. Dieser lautet:

„Askerî Yargıtay üyeleri birinci sınıf askerî hâkimler arasından Askerî Yargıtay Genel Kurulunun üye tamsayısının salt çoğunluğu ve gizli oyla her boş yer için göstereceği üçer aday içinden Cumhurbaşkanınca seçilir.“

„Die Mitglieder des Militärkassationshofs werden vom Präsidenten der Republik aus der Reihe von je drei Kandidaten gewählt, die das Plenum des Militärkassationshofs für jede freie Stelle aus der Reihe der Militärrichter Erster Klasse mit der einfachen Mehrheit der Gesamtzahl seiner Mitglieder in geheimer Abstimmung aufstellt.“

Die Ernennung des Präsidiums folgt aus Art. 156 Abs. 3 der türkischen Verfassung:

„Askerî Yargıtay Başkanı, Başsavcısı, İkinci Başkanı ve daire başkanları Askerî Yargıtay üyeleri arasından rütbe ve kıdem sırasına göre atanırlar.“

„Der Präsident, der Generalstaatsanwalt, der zweite Präsident und die Senatspräsidenten des Militärkassationshofs werden aus der Reihe der Mitglieder des Militärkassationshofs nach der Reihenfolge ihres Dienstgrades und Dienstalters ernannt.“